# Turdus philomelos
El zorzal común (Turdus philomelos) es una especie de ave paseriforme de la familia Turdidae, que habita en buena parte de Eurasia. Presenta dorso marrón y vientre amarillento con manchas oscuras generalmente de color marrón. Se clasifica en tres subespecies. Su particular canto, que repite frases musicales, ha merecido frecuentes alusiones poéticas.
Esta ave, que se cría en bosques, jardines y parques, presenta una conducta migratoria parcial, ya que muchos ejemplares invernan en el sur de Europa, norte de África y el Medio Oriente. Ha sido introducida en Nueva Zelanda y Australia, y aunque no se encuentra bajo amenaza global, su población ha disminuido significativamente en varias partes de Europa, probablemente a causa de modificaciones en las prácticas agrícolas.[cita requerida]
El zorzal construye un prolijo nido de barro sobre un árbol o arbusto y empolla cuatro o cinco huevos azules con manchas oscuras. Es un ave omnívora que tiene la costumbre de utilizar una determinada piedra a modo de yunque donde romper caracoles. De la misma forma que sucede con otras paseriformes, la afectan parásitos externos e internos y es víctima de predadores como gatos y aves de presa.

## Taxonomía

### Nombre
Turdus philomelos fue descrito por primera vez por el ornitólogo alemán Christian Ludwig Brehm en 1831, y conserva su nombre científico original. El nombre genérico Turdus significa en latín "tordo" y el epíteto específico philomelos se refiere a un personaje de la mitología griega, Filomela, a la que le cortaron la lengua pero que luego fue transformada en un pájaro cantor, cuyo nombre deriva del griego Φιλο philo- (amante), y  μέλος melos (canto).

### Clasificación

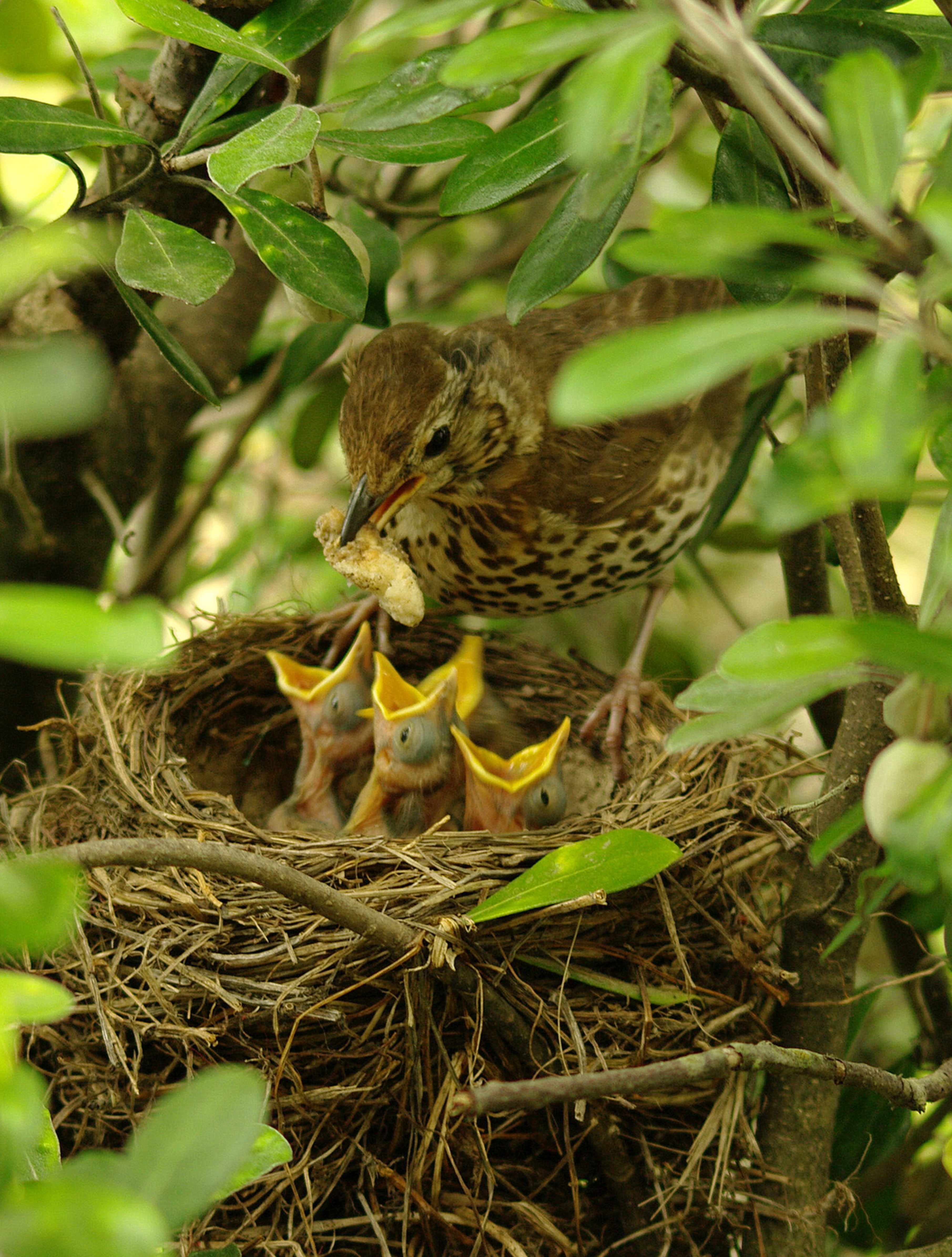
Uno de los padres alimenta a los polluelos en su nido en un jardín de Nueva Zelanda

Un estudio molecular indicó que los parientes más cercanos de T. philomenos son el zorzal charlo (T. viscivorus) con un plumaje similar, y el zorzal mongolés (T. mupinensis); estas tres especies son vástagos tempranos de la estirpe Turdus, antes de que se diversificara y se extendiera por el mundo, y por lo tanto están menos estrechamente relacionadas con otras especies de zorzales europeos como el mirlo común (T.  merula).
Se distinguen tres subespecies, de las cuales la subespecie nominal, T. p. philomelos, cubre la mayor parte de su área de distribución. T. p. hebridensis, descrita por el ornitólogo británico William Eagle Clarke en 1913, es sedentaria (no migratoria) y se encuentra en las Hébridas Exteriores y la isla de Skye en Escocia. Es la subespecie más oscura, con el dorso marrón oscuro, una rabadilla gris, el color de fondo pálido en las partes inferiores y los flancos teñidos de gris.
T. p. clarkei, descrita por el zoólogo alemán Ernst Hartert en 1909 y nombrada en honor a William Eagle Clarke, anida en el resto de Gran Bretaña, Irlanda y, en el continente europeo, en Francia, Bélgica, Países Bajos y posiblemente un poco hacia el este también. Las partes superiores de su plumaje son de color marrón con tonos más cálidos que los de la subespecie nominal, la parte trasera teñida de color oliva y las partes inferiores con un fondo amarillo. Es un ave parcialmente migratoria, ya que algunos ejemplares invernan en el sur de Francia y en la península ibérica. Esta subespecie está integrada con la subespecie nominal en el centro de Europa, y con T. p. hebridensis en las Hébridas Interiores y el occidente de Escocia, y en estas áreas las subespecies presentan características intermedias. Algunas subespecies adicionales, como T. p. nataliae de Siberia, propuesta por el ruso Serguéi Buturlín en 1929, no están ampliamente aceptadas.

## Descripción
El zorzal común (representado por la subespecie nominal T. p. philomelos) mide de 20 a 23,5 cm de largo y tiene un peso de 50-107 gramos. Ambos sexos son similares y tienen la espalda marrón y las partes inferiores perfectamente negras con manchas de color crema o amarillo-beige, que se vuelve más pálido en el vientre. La parte inferior de las alas tiene un color amarillo cálido, el pico es de color amarillo y las patas y los pies son de color rosa. De oeste a este a través de su área de reproducción, de Suecia a Siberia, el tono de las partes superiores de esta especie se vuelve mucho más frío. Las aves juveniles se parecen a los adultos, pero tienen rayas beige o naranja en la parte posterior y en las coberteras de las alas.

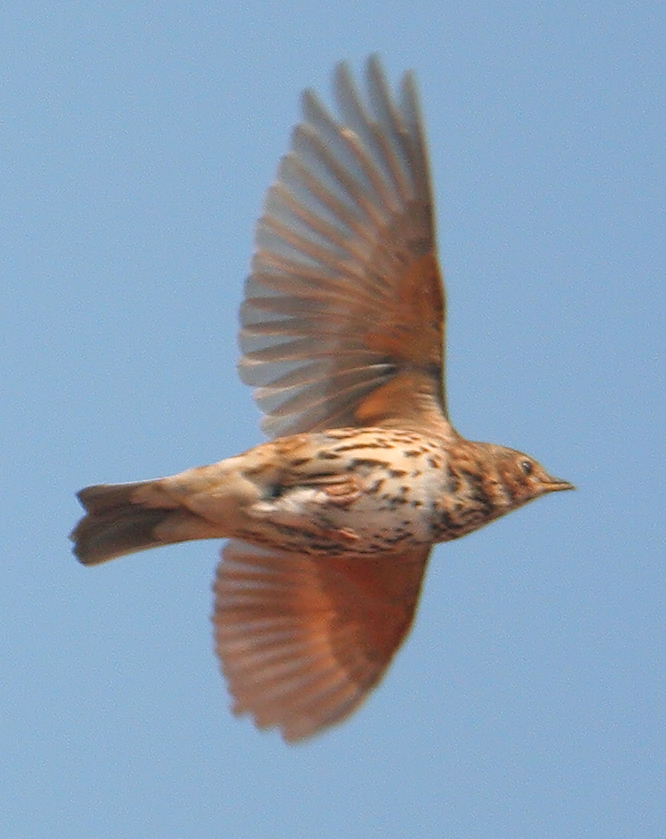
En vuelo.

La especie de tordo europeo que más se parece al zorzal común es el zorzal alirrojo (T. iliacus), pero se diferencia por tener una pronunciada lista superciliar blanca y flancos rojos, y durante el vuelo se distingue por las partes inferiores de sus alas que son de color rojo. El zorzal charlo (T. viscivorus) es mucho más grande y las puntas de su cola son de color blanco; el zorzal mongolés (T. mupinensis) tiene un plumaje más semejante pero se distingue por las marcas negras en la cabeza y su área de distribución que no se superpone.
El zorzal común tiene una llamada aguda y corta, tsip, que sustituye durante la migración por un siip delgado y alto, similar a la llamada del zorzal alirrojo, pero más corto. La llamada de alarma es un chuc-chuc que se vuelve cada vez más corto y más estridente a medida que aumenta la amenaza. El macho suele cantar desde una percha elevada como la cima de un árbol o un techo. Su canto se compone de una serie de frases musicales altas y claras, repetida dos a cuatro veces, filip filip filip codidio codidio quitquiquit tittit tittit tereret tereret tereret, y entremezclada de notas ásperas y de mimetismo. La subespecie de las Hébridas canta principalmente entre febrero y junio, pero las demás subespecies suelen cantar desde noviembre a julio. En relación con su peso, esta especie tiene una de las llamadas más fuertes entre las aves.
Un macho puede tener un repertorio de más de 100 frases, muchas de las cuales pueden ser copiadas de sus padres y de pájaros vecinos. El mimetismo puede incluir la imitación de teléfonos, y llamadas de aves cautivas, incluyendo especies exóticas como el sirirí cariblanco.

## Distribución y hábitat

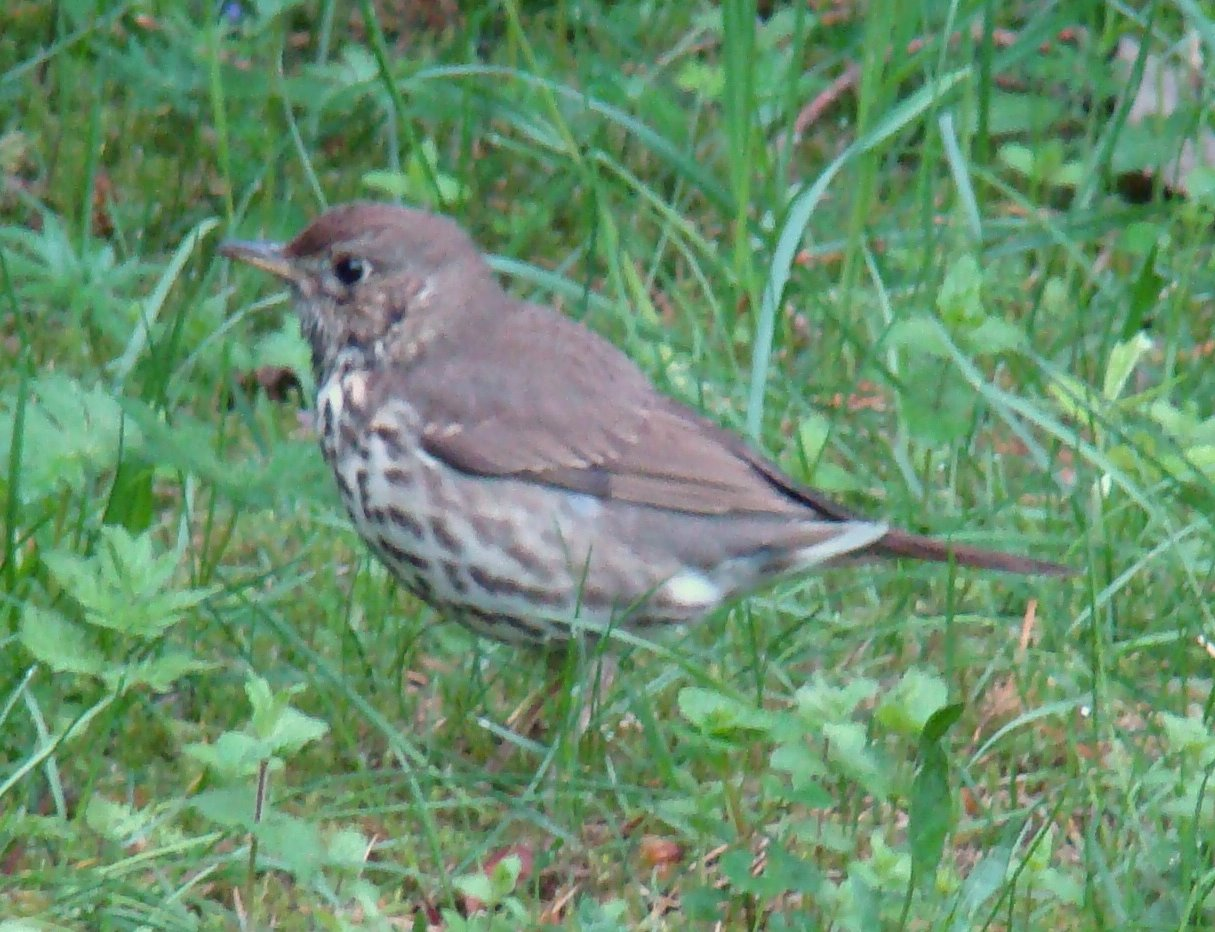
Subespecie nominal en Lituania.

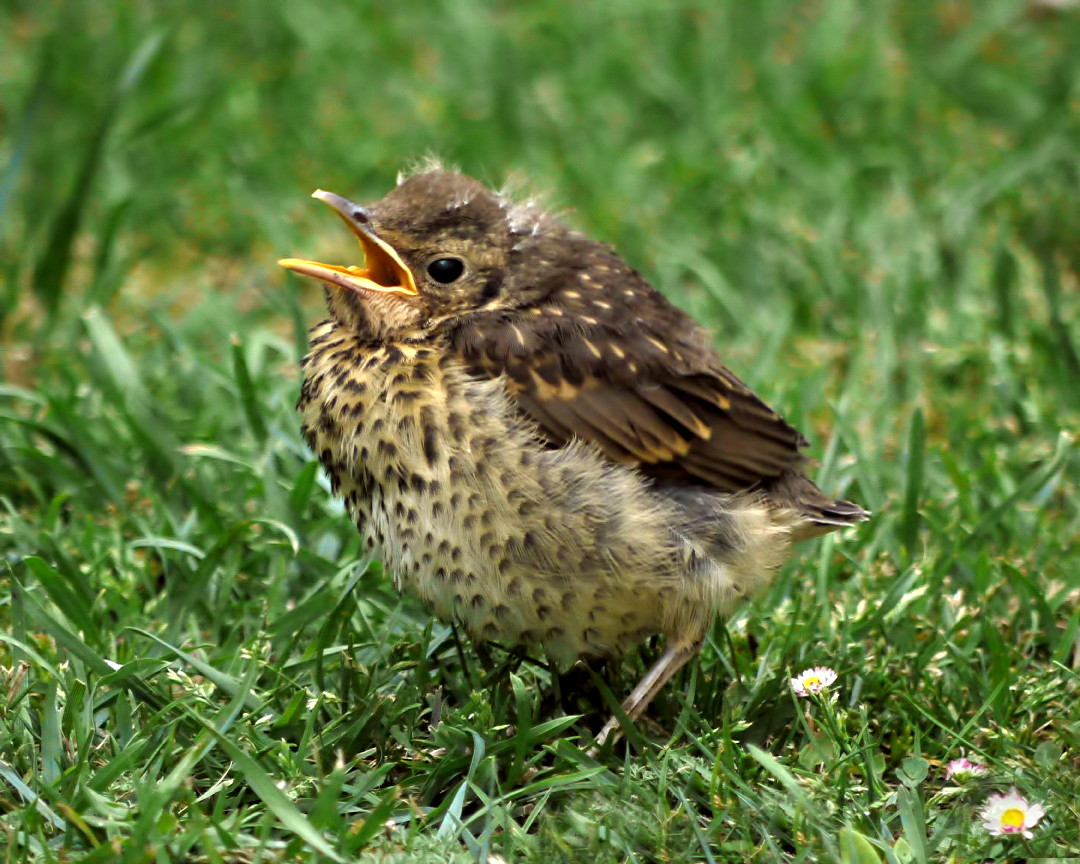
Juvenil en Nueva Zelanda.

Se reproduce en la mayor parte de Europa (aunque no en la mayor parte de la península ibérica, las tierras bajas de Italia ni en el sur de Grecia), incluyendo Ucrania y Rusia casi hasta el lago Baikal. Llega hasta la latitud 75 °N en Noruega y hasta aproximadamente 60 °N en Siberia. Las aves de Escandinavia, Europa y Rusia invernan en la región del Mediterráneo, el norte de África y el Oriente Medio; de las aves del oeste de Europa con su clima más templado, solo algunas salen de sus zonas de reproducción.
La subespecie nominal fue introducida en Nueva Zelanda y Australia por sociedades de aclimatación entre 1860 y 1880, al parecer por razones puramente sentimentales. En Nueva Zelanda fue introducida en las dos islas principales; se estableció rápidamente y se extendió a las islas vecinas, incluyendo Kermadec, Chatham y Auckland. Aunque es común y está ampliamente distribuida en Nueva Zelanda, en Australia solo existe una pequeña población alrededor de la ciudad de  Melbourne. En Nueva Zelanda, la depredación por parte de especies de aves introducidas parece tener un efecto perjudicial limitado, afectando a algunos invertebrados y dañando los cultivos comerciales de frutas. Como especie introducida, no tiene protección legal en Nueva Zelanda, y puede ser matada en cualquier momento.

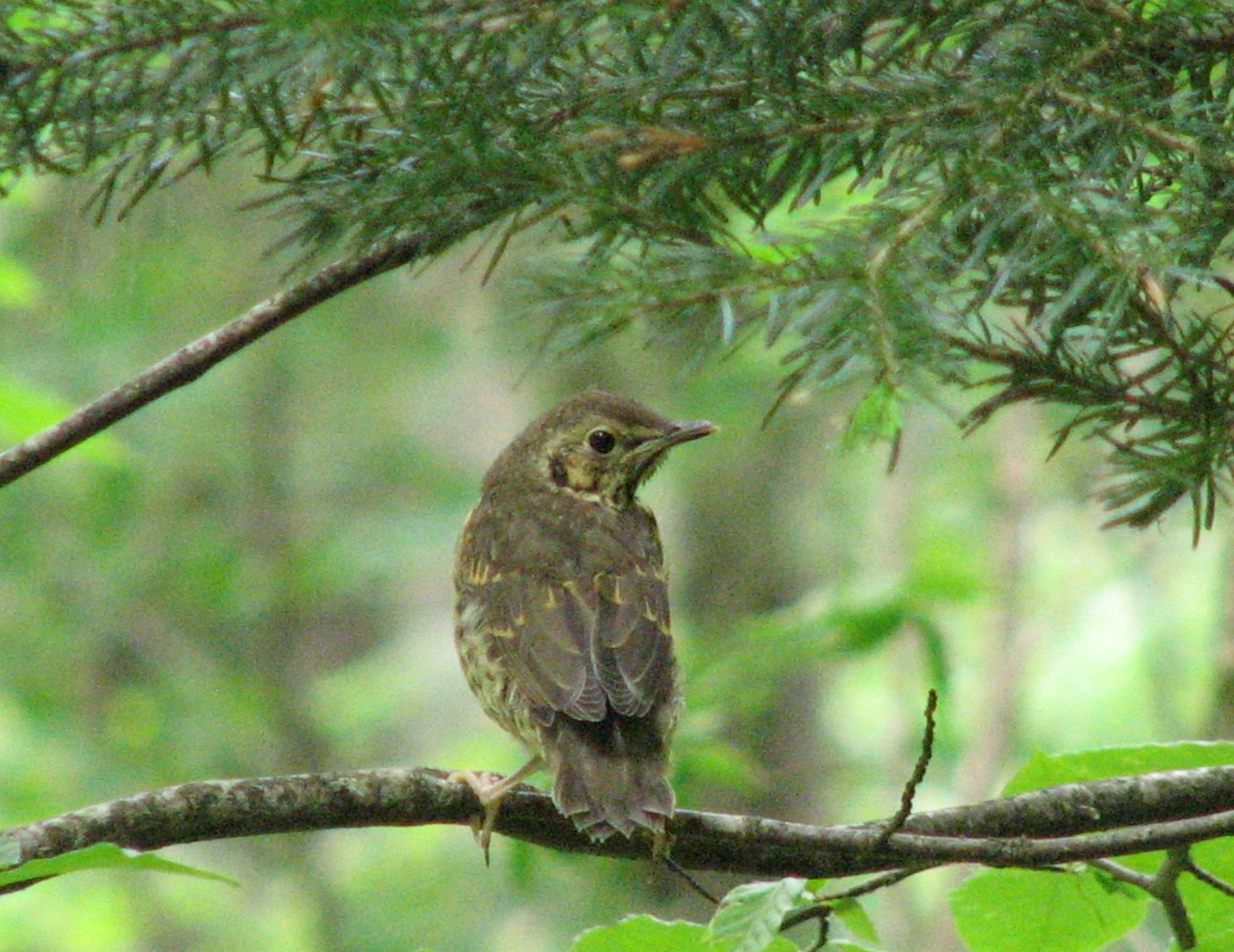
Juvenil en el sotobosque cerca de Dombaih, Rusia (montañas del Cáucaso).

Anida en bosques con suficiente sotobosque, cercano a zonas más abiertas hasta una altitud de 2200 m s. n. m. (en Suiza). En el oeste de Europa también anida en jardines y parques. La subespecie de la isla de las Hébridas (T. p. hebridensis) anida en zonas más abiertas, incluyendo el brezal, mientras que en el este del rango eurasiático, la subespecie nominal se limita a los bordes de los densos bosques de coníferas.
En zonas de agricultura intensiva, donde las prácticas agrícolas parecen haber hecho que la tierra cultivada no sea la adecuada, los jardines forman un importante hábitat de reproducción. 
En un estudio inglés se mostró que solo el 3,5 % de los territorios se encontraron en tierras de cultivo, mientras que el 71,5 % se encontraron en jardines, a pesar de que este hábitat solo representa el 2 % del área total. Los nidos restantes se encontraban en los bosques (1 % de la superficie total).
Por lo general, el hábitat de invierno es también el que se utiliza para anidar, excepto que se evitan los terrenos elevados y otros lugares expuestos; Sin embargo, la subespecie T. p. hebridensis suele frecuentar la orilla del mar en invierno.

## Comportamiento
El zorzal común no es gregario, aunque es posible que varias aves se junten en invierno o estén casualmente asociadas en hábitats de alimentación, a veces con otros tordos como el mirlo, zorzal real (Turdus pilaris), zorzal alirrojo (Turdus iliacus) y Turdus ruficollis. A diferencia del zorzal real y el zorzal alirrojo, que son más nómadas, el zorzal común tiende a regresar con regularidad a las mismas áreas de invernada.
Es una especie monógama y territorial. En las áreas donde es un ave migratoria, el macho vuelve a establecer su territorio de cría y empieza a cantar tan pronto como regresa. En las zonas más templadas donde una parte de las aves suele permanecer durante todo el año, el macho residente no sale de su territorio de cría, cantando de forma intermitente, pero la hembra puede establecerse en un rango de invernada individual hasta que la pareja se le reúne a principios de la primavera.
Durante la migración viaja principalmente por la noche con una acción de vuelo fuerte y directa. Vuela en bandadas dispersas que cruzan el mar en un frente amplio en lugar de concentrarse en los pasos cortos (como ocurre en la migración de grandes aves planeadoras), y llama con frecuencia para mantener el contacto. La migración puede comenzar tan pronto como a finales de agosto en las partes más orientales y septentrionales del área de distribución, pero la mayoría de las aves que tienen que cubrir distancias más cortas, se dirigen al sur desde septiembre hasta mediados de diciembre. Sin embargo el mal tiempo puede obligar a movimientos migratorios adicionales. La migración de retorno oscila entre mediados de febrero en todo el Mediterráneo hasta mayo en el norte de Suecia y Siberia central. Han sido registrados ejemplares vagantes en Groenlandia, varias islas del Atlántico y África Occidental.

### Reproducción y esperanza de vida

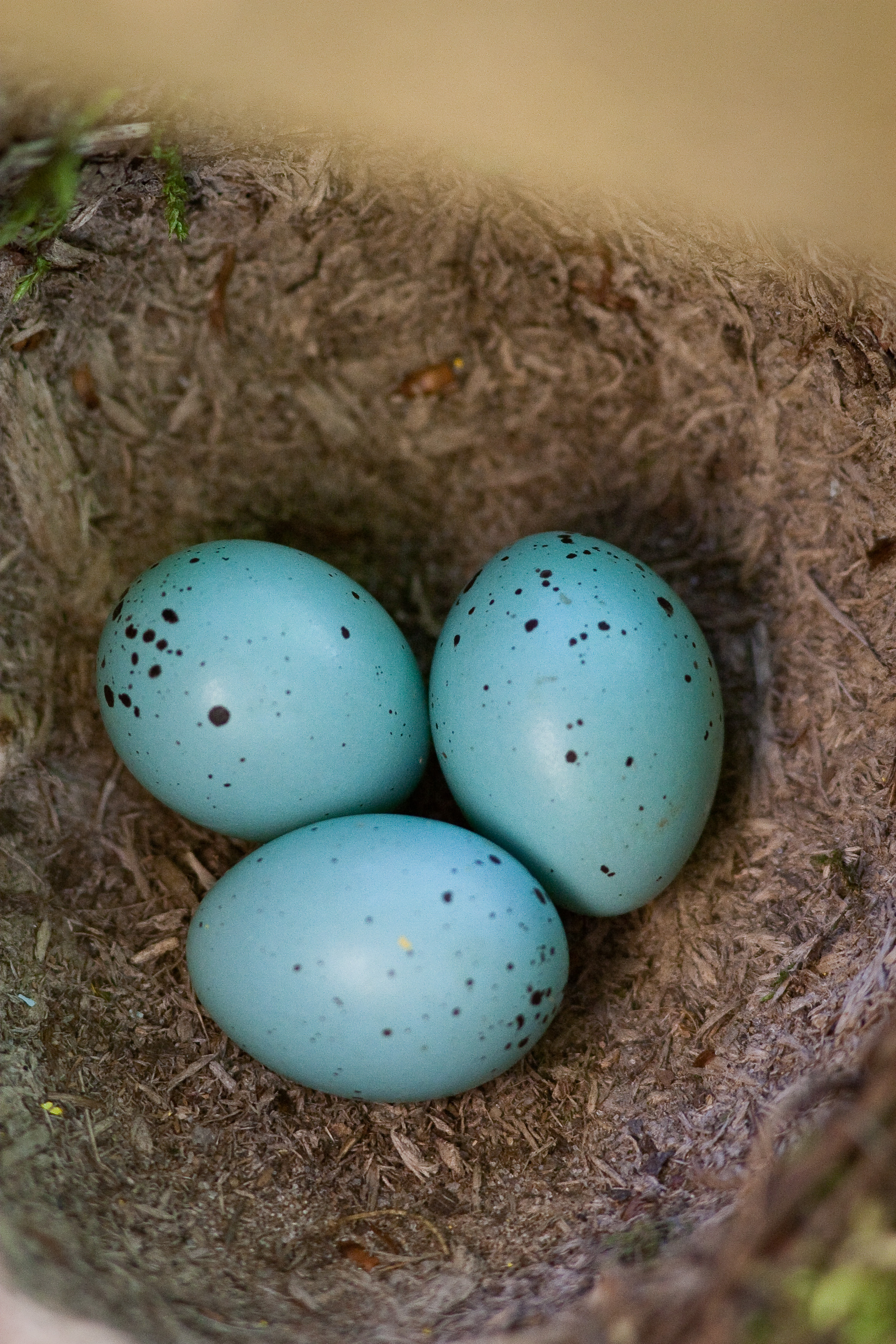
Tres huevos en un nido

La hembra construye un nido en forma de cuenco forrado con barro y hierba seca. Elige un arbusto, árbol o enredadera, o, en el caso de la subespecie de las Hébridas, en el suelo. Pone cuatro o cinco huevos de color azul brillante, ligeramente manchado de negro o morado que por lo general tienen un tamaño de 2.7 x 2.0 centímetros (0.79 x 1.06 in) y pesan 6.0 gramos, de los cuales el 6 % es cáscara. La hembra incuba los huevos sola durante 10-17 días. Después de la eclosión transcurren otros 10-17 días hasta que las crías salen del nido. Dos o tres nidadas en un año es lo normal, pero en el norte del área de distribución solo pueden tener una nidada. Un promedio de 54,6 % de las crías británicas sobrevive el primer año de vida y la tasa de supervivencia anual de adultos es del 62,2 %. La esperanza de vida típica es de tres años, pero la edad máxima registrada es de 10 años y 8 meses.
El zorzal es ocasionalmente anfitrión de cucos parasitarios, como el cuco común (Cuculus canorus), pero esto es muy raro porque el zorzal suele distinguir los huevos no miméticos de los cucos. Sin embargo el zorzal no muestra la misma agresividad que el mirlo común hacia el cuco adulto. Las aves introducidas en Nueva Zelanda, donde el cuco no ocurre, conservaron durante los últimos 130 años la capacidad de reconocer y rechazar huevos no miméticos.
Entre los depredadores de los zorzales adultos se encuentran gatos, mochuelos europeos (Athene noctua) y gavilanes (Accipiter nisus); los huevos y polluelos son depredados por urracas, arrendajos, y ardillas de las Carolinas si están presentes. 
Al igual que en otras aves paseriformes, los parásitos son comunes e incluyen endoparásitos, como el nematodo Splendidofilaria (Avifilaria) mavis cuyo nombre específico deriva del tordo Turdus mavis. Según los resultados de un estudio ruso sobre parásitos de la sangre, todos los zorzales reales, zorzales alirrojos y zorzales comunes incluidos en la muestra eran portadores de hematozoanos, en particular Haemoproteus y Trypanosoma. Las garrapatas del género Ixodes también son comunes y pueden contener agentes patógenos, incluyendo encefalitis en las zonas boscosas del centro y este de Europa y Rusia y, más comúnmente, bacterias del género Borrelia. Algunas especies de Borrelia causan la enfermedad de Lyme, y aves como el zorzal, que se alimentan en el suelo, pueden actuar como reservorio de la enfermedad.

### Alimentación

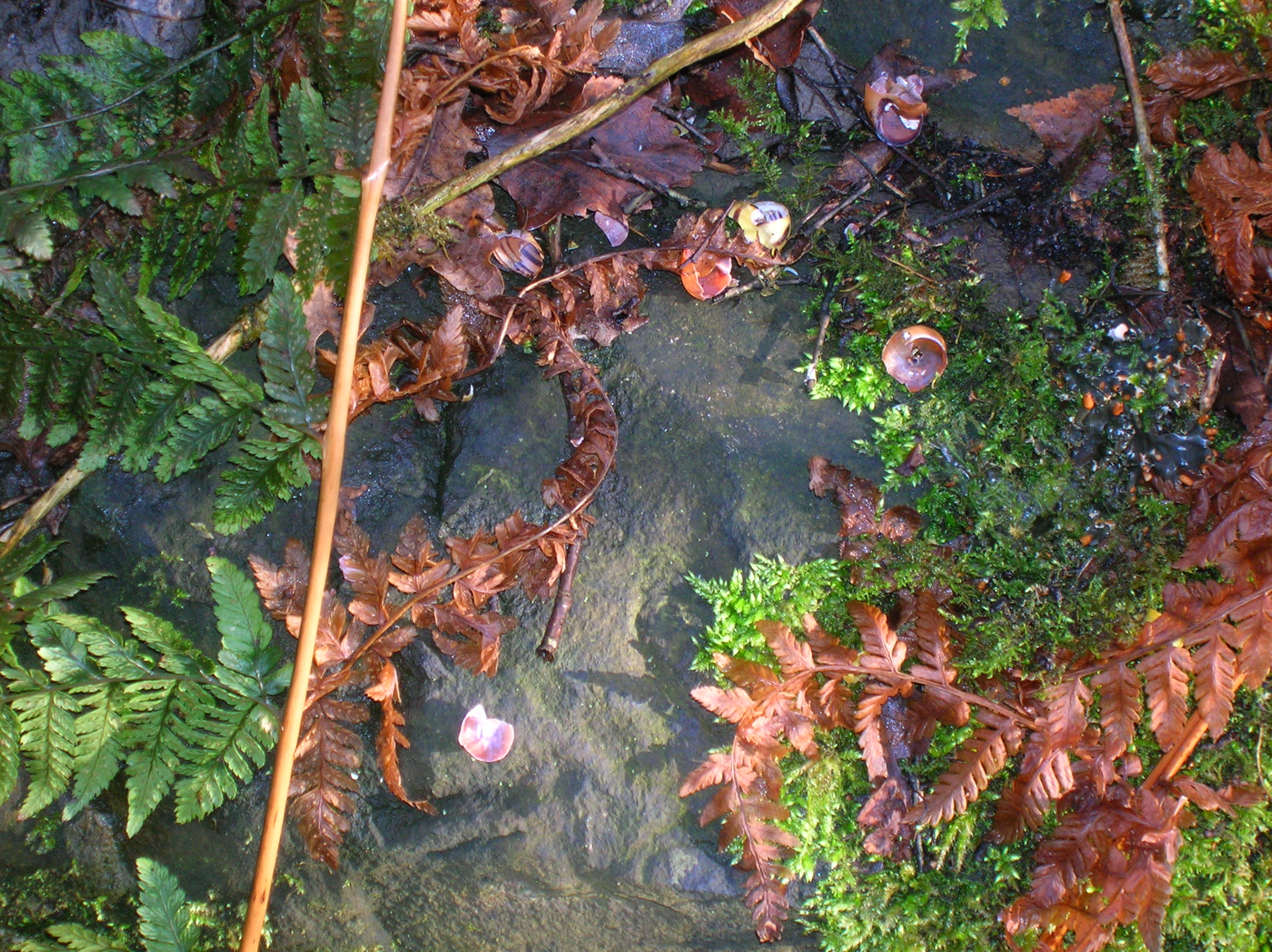
Conchas quebradas del caracol moro en un «yunque».

El zorzal común es omnívoro y se alimenta de una gran variedad de invertebrados, especialmente de lombrices y caracoles, así como frutas blandas y bayas. Al igual que su pariente, el mirlo, encuentra presas animales a simple vista. Se sirve de una técnica de caza consistente en correr y parar en campo abierto y hurgar en la hojarasca en busca de alimento en zonas boscosas.
Los caracoles constituyen un alimento particularmente importante durante las sequías o cuando el mal tiempo hace difícil encontrar otra comida. El tordo a menudo usa una piedra favorita como "yunque" para romper la concha del caracol y extraer el cuerpo blando que invariablemente limpia en el suelo antes de ingerirlo. Las aves juveniles inicialmente tiran objetos y tratan de jugar con ellos hasta que aprenden a utilizar los yunques como herramientas para romper las conchas de caracol. Los polluelos reciben principalmente alimentos de origen animal, como lombrices, babosas, caracoles y larvas de insectos.
El caracol moro (Cepaea nemoralis) es regularmente comido por el zorzal, y se ha sugerido que los patrones  polimórficos de la concha representan una respuesta evolutiva para reducir la depredación, aunque el zorzal común probablemente no es la única fuerza selectiva involucrada.

## Estado de conservación

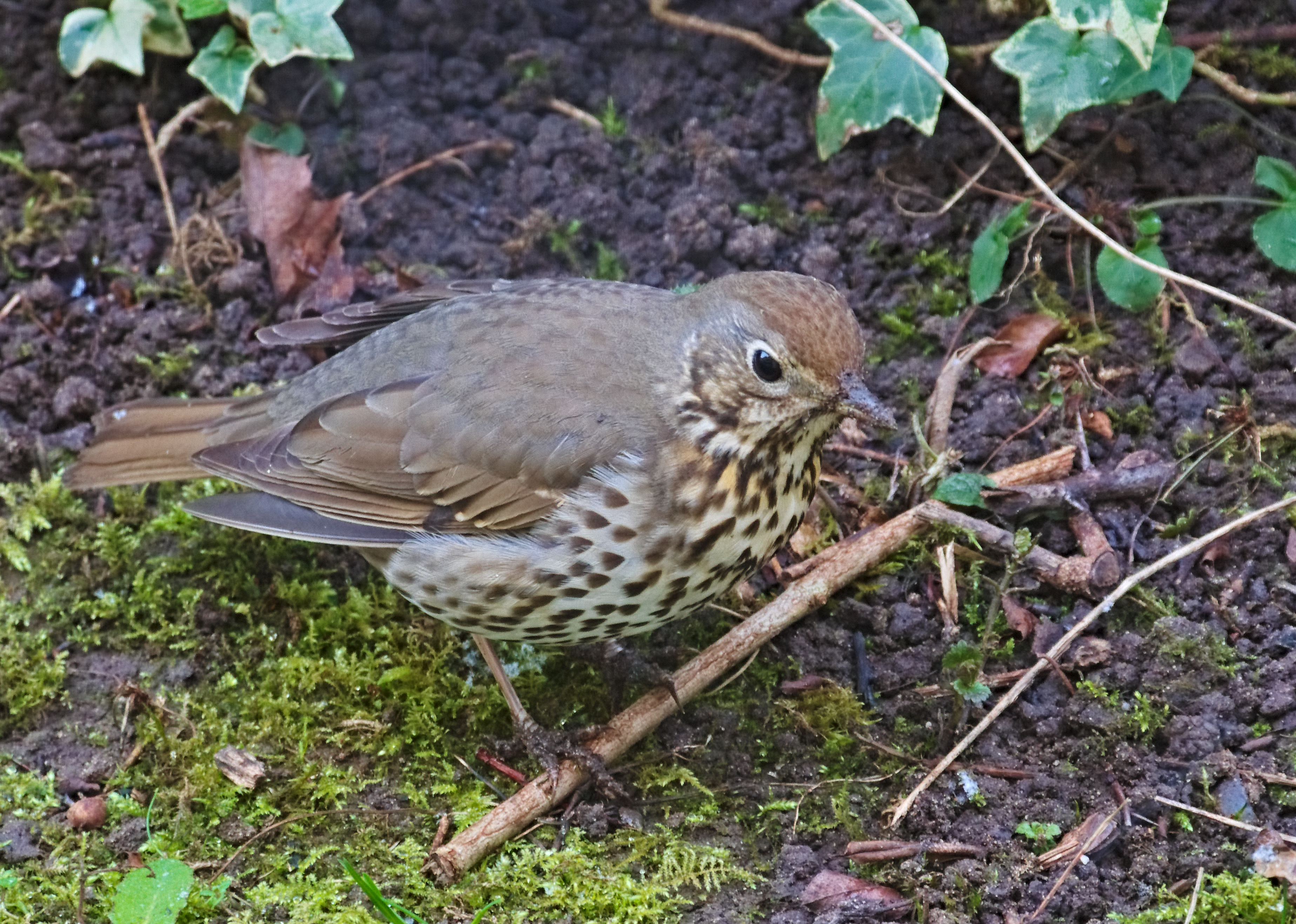
En Alemania.

Tiene una extensa área de distribución, cuya superficie es de aproximadamente 10 millones de kilómetros cuadrados y una extensa población que se compone de entre 40 y 71 millones de aves solo en Europa.
En el paleártico occidental existe evidencia de una disminución de la población, pero a un nivel por debajo del umbral requerido para una preocupación mundial (es decir, una reducción del número de más de un 30 % en diez años o tres generaciones) y por lo tanto esta especie está clasificada como de «preocupación menor»  en la Lista Roja. 
En Gran Bretaña y los Países Bajos se produjo un descenso de más de 50 % de la población y el zorzal común se incluye en las listas rojas regionales.
Las reducciones son mayores en las tierras agrícolas (73 % desde mediados de 1970) y se cree que se debe a cambios en las prácticas agrícolas durante las últimas décadas. Aunque no se conocen las razones exactas de la caída poblacional, esta puede estar relacionada con la pérdida de setos, la siembra de cultivos en otoño en lugar de primavera, y posiblemente el aumento del uso de pesticidas. Estos cambios pueden haber reducido la disponibilidad de alimento y de sitios de anidación. En los jardines el uso de cebos envenenados para controlar las babosas y los caracoles puede representar una amenaza, y en las zonas urbanas algunos tordos son atropellados cuando usan la superficie dura de las carreteras para romper las conchas de los caracoles.

## Significado cultural
El canto característico del zorzal común, con frases melódicas que se repiten dos o más veces, fue descrito por el poeta británico del siglo XIX Robert Browning en su poema Home thoughts from abroad.
El canto del zorzal también inspiró al escritor británico del siglo XIX, Thomas Hardy en su poema «Darkling Thrush», y al poeta británico del siglo XX, Ted Hughes, quien destacó sus proezas de caza en Thrushes. El poeta galés del siglo XIX, Edward Thomas escribió 15 poemas sobre mirlos y tordos, incluyendo «The Thrush».
El zorzal es el emblema del club de fútbol inglés West Bromwich Albion, elegido porque se guardaba un zorzal común como mascota en el pub utilizado por el equipo para cambiarse. También dio lugar al apodo inicial de West Bromwich Albión, The Throstles (Los tordos).
En El Hobbit, de J.R.R.Tolkien es un zorzal quien verifica y transmite la debilidad del dragón Smaug descubierta por Bilbo Bolsón (una escama en su coraza), pudiendo ser así abatido por Bardo el Arquero.

### Como alimento
Los zorzales han sido cazados como alimento desde hace 12.000 años y una de las primeras referencias se encuentra en la Odisea: «Entonces, como palomas o zorzales batiendo sus alas extendidas contra algún lazo improvisado en los matorrales, volando en busca de un nido acogedor, pero una horrible cama las recibe». La caza continúa hoy en día en todo el Mediterráneo, pero no se cree que sea un factor importante en la disminución de esta especie en algunas partes de su área de distribución.
En España esta especie es cazada durante su migración a través del país, a menudo usando liga que, aunque prohibida por la Unión Europea, sigue siendo tolerada y permitida en la Comunidad Valenciana. En 2003 y 2004 la Unión Europea intentó, sin éxito, poner fin a esta práctica en la Comunidad Valenciana.

### Como mascota
Hasta al menos el siglo XIX, el zorzal común se mantuvo como ave de jaula por su voz melodiosa. Al igual que con la caza, hay poca evidencia de que la captura de aves silvestres para avicultura haya tenido un efecto significativo sobre las poblaciones silvestres.

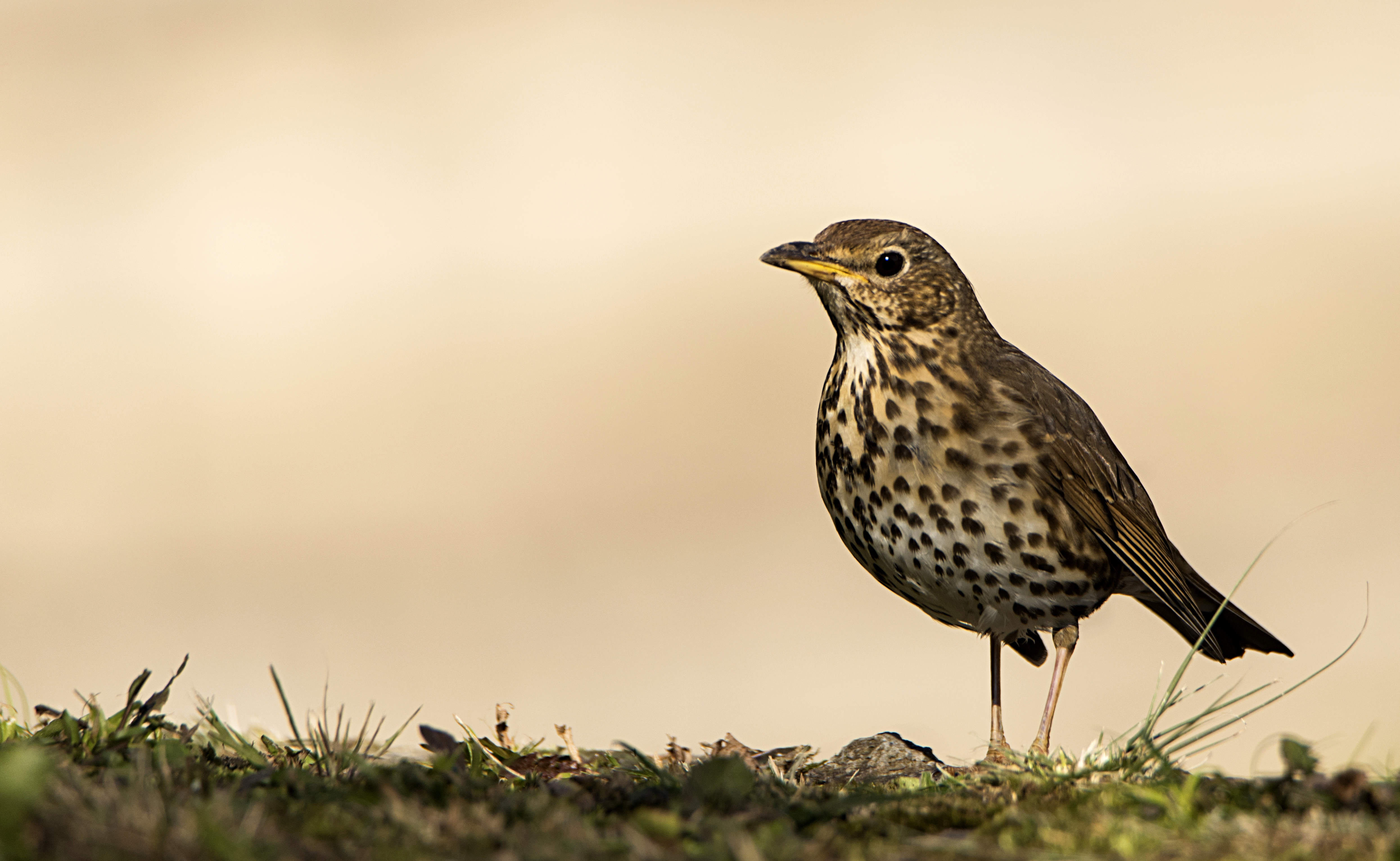